# Bulbophyllum insulsum
Bulbophyllum insulsum là một loài phong lan thuộc chi Bulbophyllum.